# Blennorrhoe
Als Blennorrhoe oder Blennorrhö(e) (von griechisch blẹnnos, „Schleim“) bezeichnet man die Absonderung von Eiter seitens einer Schleimhaut. Die bekannteste Form ist wahrscheinlich die eitrige Absonderung der Nasenschleimhäute bei Erkältungskrankheiten (Rhinoblennorrhoe). Eine weite Form ist die Blennorrhoea alveolaris (genannt auch Alveolarpyorrhoe).
Oft bezeichnet der Begriff die Blennorrhoe der Bindehaut (Blepharoblennorrhoe, Ophthalmoblennorhoe) als eine mit schleimiger bzw. eitriger Bindehautentzündung einhergehende Form der Augenbindehautentzündung, der Begriff ist aber auch mit der Gonorrhoe (Tripper) als Gonoblennorrhoe assoziiert.
Als Augenentzündung, die bei Neugeborenen zur Erblindung führen kann, wurde die Blennorrhoea neonatorum bereits um 500 v. Chr. bei Susruta erwähnt, und auch die hippokratischen Schriften kannten sie. Als verursachend nannte 1750 Samuel Theodor Quelmalz den eitrigen, durch Gonorrhoe des Vaters hervorgerufenen Scheidenfluss der Mutter. Zur Prophylaxe der gonorrhoischen Blennorrhoe der Neugeborenen (Gonoblennorrhoe) wurde 1880 von Karl Credé das Einträufeln einer Argentum-nitricum-Lösung in der Bindehautsack eingeführt.